# Bifronte
Una palabra bifronte o frase bifronte —también llamada anádromo, omordnilap o semipalíndromo— es un tipo especial de anagrama cuya lectura inversa (de derecha a izquierda) ofrece un significado propio y distinto, diferenciándose así del palíndromo, que se lee igual en ambos sentidos. En un uso más clásico, bifronte significa «de dos frentes o dos caras», puede implicar dualidad, ambivalencia, e incluso engaño y a menudo se utiliza para describir algo o alguien con dos aspectos contradictorios, que puede ser tanto positivo como negativo.

## Origen y etimología
El adjetivo «bifronte» proviene del latín bifrōns (bi- «dos» + frōns «frente, cara»), y tiene su eco en la figura del dios romano Jano Bifronte, que tenía dos rostros opuestos. Su uso en retórica y simbolismo describe aquello que posee dos caras o naturalezas.
Por su parte la palabra «anádromo» procede del griego anádromos (ἀνάδρομος), que significa "correr hacia atrás", y puede compararse con palíndromos (παλίνδρομος), que significa "correr hacia atrás de nuevo" (de donde procede «palíndromo»). Pero su uso en español, probablemente se derive del inglés anadrome.

## Uso como figura retórica y en juegos de palabras
En los juegos de palabras, «bifronte» denota específicamente una palabra o frase que, invertida, da lugar a otra palabra o frase diferente y válida.  
Ejemplo clásico: «amor» ↔ «Roma».

### Distinción frente al palíndromo
- Palíndromo: misma secuencia de caracteres al revés (p. ej. “reconocer”).
- Bifronte (o semipalíndromo): inversión completa que genera un nuevo término distinto (p. ej. “Amar” ↔ “Rama”).

## Otras denominaciones y sinónimos
A lo largo del tiempo y bajo distintas influencias lingüísticas, han surgido varias denominaciones para este fenómeno lingüístico:
| Término en español                | Equivalente en inglés             | Notas |
| --------------------------------- | --------------------------------- | --- |
| Bifronte                          | —                                 | Uso hispánico consolidado; base de este artículo. |
| Anádromo                          | Anadrome                          | Corresponde a un anglicismo del vocablo inglés anadrome, cuyo uso hispánico es reciente pero en aumento. No confundir con anádromo, su acepción en biología marina. |
| Semipalíndromo / Heteropalíndromo | Semipalindrome / Heteropalindrome | Términos usados rara vez en español, especialmente en recursos de divulgación y como alternativas a «bifronte», pero relativamente común en inglés. |
| Omordnilap / Somordnilap          | Emordnilap / Semordnilap          | Neologismos formados invirtiendo la palabra «palíndromo» (o «palíndromos»), pero su uso parece inspirarse en la traducción de sus análogos en inglés y no como una innovación propia del español. Curiosamente, dichos términos resultan autológicos, ya que ejemplifican la propiedad que enuncian al actuar como palabras bifrontes en sí mismos. |
| Janismo / janología / janónimo    | —                                 | Por el dios Jano de las dos caras. |

## Ejemplos
- Laicos – Social
- El - Le
- Es - Se
- La - Al
- Los- Sol
- Las - Sal
- Sala - Alas
- Daba - Abad
- Atrás - Sarta
- Odio - Oído
- Satán - Natas
- Zorra – Arroz
- Roma - Amor
- Adán - Nada
- Eva - Ave
- Amar - Rama
- Rata - Atar
- Oír - Río
- León - Noel
- Aroha - Ahora
- Eres - Seré
- Logroñés - Señor Gol
- Ávaro - Orava
- Ramo - Omar
- Notar - Ratón
- Asraf - Farsa
- Izan - Nazi
- Éter - Reté
- Anorac - Carona
- Sanar - Ranas
- Saco - Ocas
- Sapos - Sopas
- Orar - Raro
- Sodoma - A modos
- Uno - Onu
- Ora - Aro
- Sacro - Orcas
- Otro - Orto
- Raza - Azar
- Sodio - Oídos
- Atácala - A la cata
- Anal - Lana
- Ser - Res

## El bifronte como partícula de frases palíndromas
En algunos palíndromos extensos, la incorporación de una frase bifronte sirve como “átomo” que, unido a un nexo, hace que la construcción completa se lea igual en ambos sentidos. Basta con tomar una frase bifronte y, tras ella, insertar la conjunción adecuada antes de escribirla en sentido inverso.
Por ejemplo:
- Frase bifronte: «La tele ves» ↔ «Se ve letal»
- Palíndromo resultante: «La tele ves y se ve letal»

Este recurso permite articular palíndromos más largos partiendo de un bifronte como núcleo. Otros casos destacados:
- «Eva usaba rímel y le miraba suave»
- «Otra pera a reparto»